# 대마도 정벌
대마도 정벌(對馬島征伐)은 13세기에서 16세기까지 한반도와 중국을 침략하여 노략질하던 왜구의 본거지인 쓰시마섬(대마도)을 정벌한 사건이다.
역사적으로 제1차 대마도 정벌은 1389년(고려 창왕 2년) 박위가 이끌었으며, 제2차 대마도 정벌은 1396년(조선 태조 5년)에 있었다. 가장 유명한 제3차 대마도 정벌은 1419년(세종 1년)에 이종무가 이끈 정벌로, 기해동정(己亥東征)이라고도 한다. 일본에서는 오에이의 외구(일본어: 応永の外寇)라고도 부르며, 당시 대마도에서는 누카다케 전쟁(일본어: 糠嶽戰爭)이라고 하였다.

## 배경
쓰시마는 한국과 일본 양국 사이에 있어 중개를 맡는 특수 사정도 있거니와, 원래 그 토지가 협소척박(狹小瘠薄)하여 식량을 밖에서 구해야 생활을 유지하므로 고려 말부터 조공과 동시에 미곡(米穀)을 받아갔다. 또 조선에서도 쓰시마 섬을 우대하였으며 쓰시마는 통상의 이익을 독점하려 하였다. 그러나 그 땅에 기근이 들 때에는 해적으로 나타나 해안을 약탈하므로 병사를 일으켜 정벌하게 되었다.

## 제1차 정벌
1389년(창왕 2년) 음력 2월에 박위가 병선 1백 척을 이끌고 쓰시마를 공격하여 왜선 300척을 불사르고, 노사태(盧舍殆)를 진멸하여 고려의 민간인 포로 남녀 1백여 명을 구출하였다.

## 제2차 정벌
1396년(태조 5년) 음력 12월 문하우정승(門下右政丞) 김사형이 오도 병마처치사(五道兵馬處置使)가 되어 쓰시마를 정벌하였다.

## 제3차 정벌

### 원인
1418년(태종 18), 대마도에 큰 흉년이 들어 기근이 발생하자, 대마도인들이 명나라 해안으로 약탈을 가던 도중에 조선의 서천군(구 비인 庇仁)과 해주(海州) 해안을 약탈하는 일이 발생했다. 당시 대마도주(對馬島主)인 소 사다시게(宗貞茂)가 죽고 아들 소 사다모리(宗貞盛)가 그 지위를 계승하였는데, 조선은 새 도주인 소 사다모리가 왜구를 선동한 것이라고 의심하여, 직접 대마도에 대한 정벌을 논의하였다. 드디어 1419년(세종 1년) 6월 9일, 상왕 태종이 대마도 정벌을 선포하였다.

### 경과
상왕 태종의 주도 아래 장천군 이종무를 삼군 도체찰사로, 영의정 유정현을 삼도 도통사(三道都統使)로, 의정부 참찬 최윤덕을 삼군 도절제사(三軍都節制使)로 명하고, 우박(禹博), 이숙묘(李叔畝), 황상(黃象)을 중군 절제사, 유습(柳濕)을 좌군 도절제사, 박초(朴礎)와 박실(朴實)을 좌군 절제사로, 이지실(李之實)을 우군 도절제사로, 김을화와 이순몽(李順蒙)을 우군 절제사로 삼아 경상도, 전라도, 충청도의 3도에 있는 병선 227척과 병사 1만7천 명을 거느리고 음력 4월에 출병하도록 명하였다. 출병을 지시한 세종은 태종과 함께 한강 두모포에 거동해 연회를 베풀며 출정식을 갖는다.
1419년(세종 1) 음력 6월 19일 거제도 남쪽 주원방포를 출발하여 20일에 쓰시마 섬에 도착하였다. 이종무는 도주 종정선에게 항복을 권하였으나 대답이 없자 왜구 1백여 명을 참수하고 2천여 호의 가옥을 불태우고, 131명의 명나라 포로를 찾아내었다. 29일에는 가옥 70여 호를 태우고 명나라 사람 15명과 조선인 8명을 구출하였다.
이종무 장군은 좌군과 우군에게 두지포에 포진하라 명령하고 자신은 음력 7월 3일에 주력함대(舟師)를 이끌고 거제도로 철수했다. 대마도 정벌을 시작한지 13일만이다. 정벌군 지휘부를 일단 철수시킨 태종은 병조판서 조말생으로 하여금 대마도 도주에게 항복 권고문을 보내도록 했다.
귀화한 왜인 등현(藤賢)이 항복 권고문을 가지고 대마도로 떠났다. 대마도는 예부터 조선의 땅이었으니 본국으로 돌아가든지 항복하라는 것이다. 위기를 느낀 대마도 도주가 도이단도로(都伊端都老)에게 신서(信書)를 보내어 항복하기를 빌고 인신(印信)을 내려 줄 것을 청원했다.
대마도를 다녀온 도이단도로(都伊端都老)가 수강궁에 무릎을 꿇고 대마도 도주의 항복을 전했다. 태종은 항복을 가납하고 교유했다. 도이단도로(都伊端都老)를 대마도로 돌려보낸 태종은 정벌군의 전면 철수를 명했다. 두지포에 진을 치고 있던 좌군과 우군이 철군했다.

### 결과

#### 대마도주가 고려국이 아닌 조선국에 굴복
이 원정은 180명의 조선군이 전사하는 등 많은 인명 희생이 따랐으며 분명한 군사적 승리를 거두지는 못하였다. 원정대가 돌아온 후 다음 원정을 논의하였으나 사정상 실행에 옮길 수는 없었다. 그러나 원정 이후 대마도주(對馬島主)가 항복을 청하여 옴으로써 사태가 일단락되게 되었다. 대마도주는 또한 신하의 예로서 섬길 것을 맹세하고 왜구를 스스로 다스릴 것과 조공을 바칠 것을 약속하였다. 세종이 이를 허락하고 이후 삼포를 개항할 때에 대마도 도주에게 통상의 권한을 줌으로써 평화로운 관계로 전환되었다.

#### 명나라의 일본 정벌 차단 외교
2009년 3월 19일 한국역사연구회 학술 발표회에서 ‘조선 초기 대마도 정벌의 원인과 목적’을 발표하는 이규철 가톨릭대 강사는 기해동정이 왜구 소탕보다는 명나라의 일본 정벌을 저지하기 위한 외교 전략이었다고 주장했다. 이에 대한 근거로 우선 기해동정 이전 10년간 왜구로 인한 피해가 거의 없었다는 점을 꼽는다. 고려말부터 태종 초기까지 기승을 부렸던 왜구의 침입은 태종 9년(1409)부터 크게 감소했다. 10년 만의 왜구 피해에, 그것도 대마도가 조선과의 우호적 관계를 위해 노력하던 상황에서 조선이 대규모 출병을 감행한 점은 이해하기 어렵다는 것이다. 출정 명령 4일 만에 65일분의 군량과 1만 7000여명의 병력을 준비한 대목도 이전부터 대마도 정벌을 치밀하게 계획했음을 시사한다.
조선의 피해가 뜸했던 때, 왜구의 주요 활동 무대는 명나라 연안지역이었다. 명나라는 일본 쇼군을 통해 왜구를 제어하는 방식을 취했지만 원도의에 이어 등극한 원의지가 적극적으로 협조하지 않자 일본 정벌을 계획한다. 조선은 명나라의 움직임에 촉각을 곤두세웠다. 명나라가 일본 정벌에 나서면 명나라의 관계 개선에 노력해온 태종으로선 이에 개입하지 않을 명분이나 방법이 없기 때문이다.
조선은 최소한의 희생으로 전쟁을 막기 위해 결국 조선은 명나라의 일본 정벌을 막으려면 명의 왜구 피해를 줄이는 것이 가장 중요하다고 판단, 대마도 정벌에 나설 수밖에 없었다는 분석이다. 대마도 원정군이 대규모 부대 편성에도 불구하고 의도적으로 전면전을 회피한 것도 정벌의 목적이 왜구의 격멸이 아니라 조선의 위력을 과시하는 상징적인 공격이란 추측을 뒷받침한다. 조선은 정벌을 단행하면서도 일본과 대마도와의 관계를 극단적인 상태로까지 몰고 갈 의도는 없었던 것이다.
이 강사는 조선이 대마도를 정벌해 명나라의 일본 정벌을 사전에 차단하는 한편 대외 목표인 북방지역, 특히 여진으로의 진출과 영향력 확대라는 일거양득을 취했다고 파악한다.

## 같이 보기
| - 왜구 - 관음포 전투 - 홍산대첩 - 진포해전 - 황산대첩 - 관음포대첩 - 쓰시마섬#야마토 왕권이 한반도로 가는 중계지 | - 삼포 개항 - 삼포 왜란 (1510) - 사량진왜변 (1544) - 을묘왜변 (1555) - 정해왜변 (1587) - 공도 정책 |